# Język majański klasyczny
Język majański klasyczny lub ch’olti’ klasyczny – jeden z języków majańskich. Używany w okresie klasycznym (200–900 n.e.).

## Historia
W okresie klasycznym (200/250-900/909 n.e) główne gałęzie języka pramajańskiego zaczęły się różnicować, tworząc odrębne języki. Podział na prajukatański (na północy, na półwyspie Jukatan) i pracholski (na południu, na wyżynach Chiapas i w dorzeczu Peténu) nastąpił już w okresie klasycznym, kiedy powstała większość istniejących inskrypcji Majów. Oba warianty są poświadczone w inskrypcjach hieroglificznych na stanowiskach Majów z tamtych czasów i oba są powszechnie znane jako "klasyczny język Majów".
Chociaż jeden prestiżowy język był zdecydowanie najczęściej rejestrowany w zachowanych tekstach glificznych; w tekstach glificznych odkryto dowody na istnienie co najmniej trzech różnych odmian języka Majów: wschodnia odmiana języka cholskiego znaleziona w tekstach napisanych na południowym obszarze Majów i na wyżynach, zachodnia odmiana języka cholskiego rozpowszechniona w regionie Usumacinta od połowy VII wieku i odmiana jukatańska znaleziona w tekstach z półwyspu Jukatan. Powodem, dla którego tylko kilka odmian językowych zapisano majańskimi glifami, jest prawdopodobnie to, że służyły one jako prestiżowe dialekty w całym regionie Majów; teksty glificzne zostały napisane w języku elity.
Stephen Houston, John Robertson i David Stuart zasugerowali, że specyficzna odmiana języka cholskiego znaleziona w większości południowych nizinnych tekstów glificznych była językiem, który nazwali "klasycznym chʼoltiʼ", językiem przodków języków Chʼortiʼ i współczesnego chʼoltiʼ. Proponują oni, że powstał on w zachodnim i południowo-środkowym dorzeczu Peténu i że był używany w inskrypcjach, a być może także używany przez elity i kapłanów. Jednak Mora-Marín argumentował, że cechy wspólne dla klasycznych nizinnych języków Majów i Chʼoltian są raczej retencjami niż innowacjami, a dywersyfikacja Chʼolan jest rzeczywiście postklasyczna. Językiem klasycznych inskrypcji nizinnych byłby wówczas pracholski. 